# 5세기
5세기는 401년부터 500년까지이다.

## 주요 사건

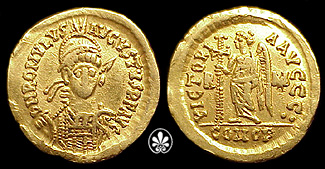
서로마 제국의 마지막 황제였던 로물루스 아우구스투스

- 380년 ~ 415년: 찬드라굽타 2세가 굽타 제국의 황금기를 다스렸다.
- 399년 ~ 412년: 중국의 법현 스님이 인도양을 건너 스리랑카와 인도를 다니며 경전을 수집했다.
- 401년: 구마라습이 장안에 도착하였다.
- 405년: 메스로프 마슈토츠가 아르메니아 문자를 새로 만들었다.
- 406년: 수에비, 알라니족, 반달족이 마인츠 부근의 얼어붙은 라인강을 건너 골 지역으로 침공해 들어오면서 서로마 제국의 동부 국경지대가 무너졌다.
- 407년: 콘스탄티누스 3세가 브리튼의 로마 군단을 골로 파견하고 아를 (아렐라테)을 점령했다. 이 사건은 로마가 브리튼섬에서 철수한 것으로 보는 것이 일반적이다.
- 410년: 알라리크 1세가 이끄는 서고트족이 로마를 잠식했다.
- 411년: 수에비족이 갈라이시아에 최초의 기독교 왕국을 건국했다.
- 413년: 히포의 주교였던 성 아우구스투스가 《신국》 집필을 시작했다.
- 415년 ~ 455년: 쿠마라굽타가 굽타 제국을 다스렸다.
- 420년: 진 왕조가 유송에 의해 멸망하고, 남북조가 시작되었다 (~589년).
- 426년: 키니치 약스 쿠크 모가 코판 왕국을 재건국했다.
- 427년: 고구려의 장수왕이 수도를 평양성으로 옮겼다.

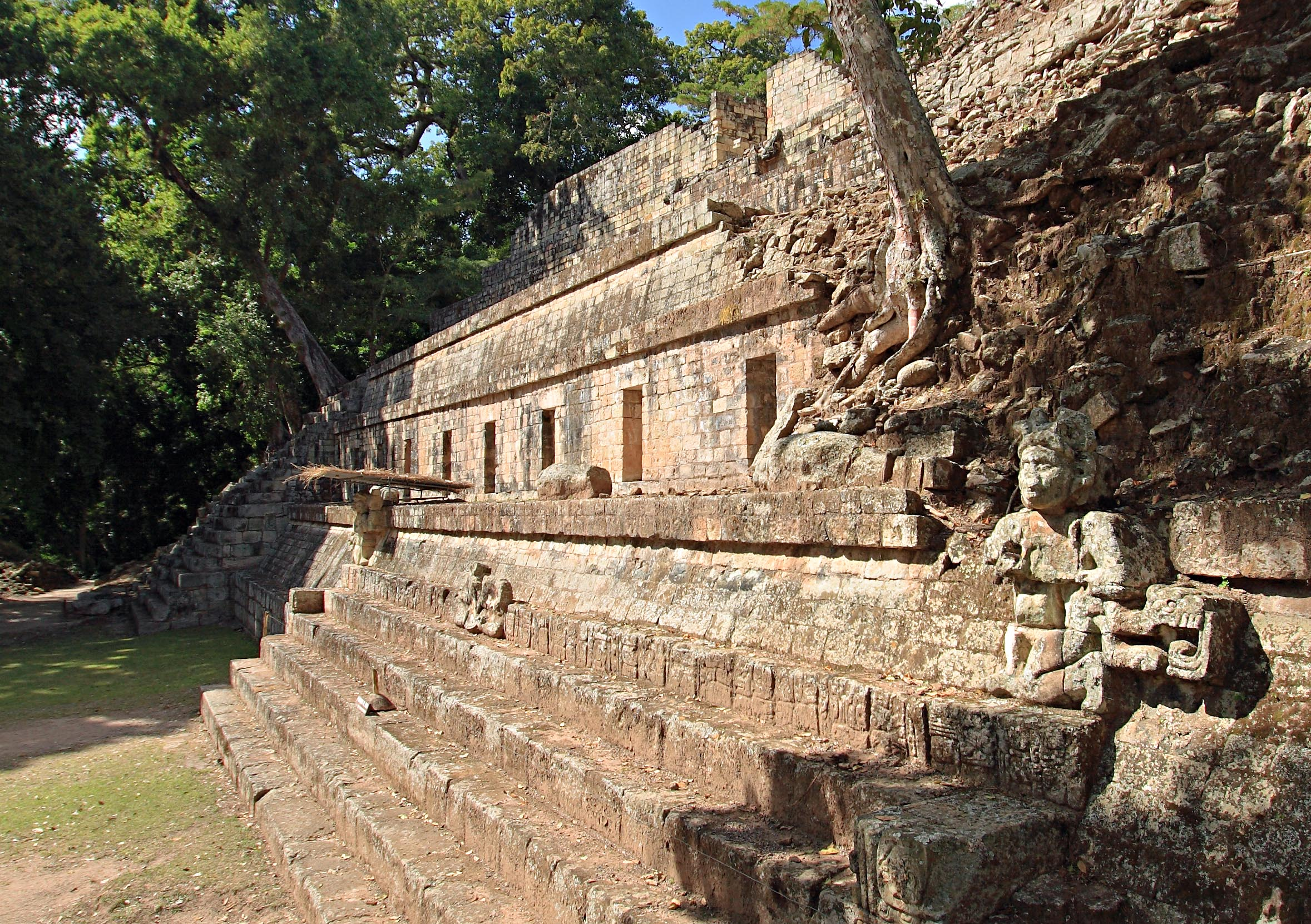
코판

- 430년: 일로팡고 화산이 폭발하면서 마야 도시 (오늘날의 엘살바도르)가 파괴되었다.
- 431년: 제3차 공의회인 에페소스 공의회가 열려 예수의 어머니인 마리아를 '신의 어머니'로 명명하였다.
- 439년: 반달족이 카르타고를 참공하였다.
- 440년: 앵글로색슨 족이 브리튼섬에 정착했다.
- 451년
  - 제4차 공의회인 칼세돈 공의회가 열려 예수를 완전한 인간이자 완전한 하느님으로 설정했다.
  - 페르시아가 아르메니아에 선전 포고를 했다.
  - 훈 족의 아틸라 왕이 로마에 입성한 한편 서고트족들이 카탈라우눔 전투에서 대패했다.[1]
- 452년
  - 아퀼레이아 시가지가 훈 족의 아틸라 왕이 이끄는 군대로 파괴되었다.
  - 교황 레오 1세가 민초 강에서 아틸라 왕과 만나 로마를 몰살시키지 말아달라고 설득했다.
- 453년: 아틸라 왕 사망. 훈 제국은 아틸라의 자손에 의해 분열되었다.
- 454년: 네다오 전투. 게르만족이 훈족의 군대를 격파하고 훈족의 통치를 무력화시켰다.
- 455년
  - 반달 족이 로마를 약탈했다.
  - 엑시코에서 치첸이트사 시가 건설되었다.
  - 굽타 제국의 마지막 황제인 스칸다굽타가 즉위했다 (~467년).
- 469년: 훈 제국의 마지막 칸이었던 뎅기지크가 사망했다.
- 470년: 브리튼 족의 리오타무스 왕이 브르타뉴로 군대를 보내 서로마 제국의 서고트 족 방어를 지원했다.
- 475년: 고구려가 위례성에서 백제를 몰아내고 전성기를 이루었다.(당시 광개토대왕, 평양 전투)
- 476년: 로물루스 아우구스툴루스가 오도아케르 장군에 의해 폐위당했다. 이를 서로마 제국 멸망의 기준점으로 본다.
- 477년 혹은 495년: 중국 허난의 숭산에 스님들이 소림사를 지었다.
- 480년: 어쩌면 서로마 제국의 진짜 마지막 황제였던 율리우스 네포스가 달마티아에서 살해당했다.
- 481년: 힐데리히 1세의 죽음으로 클로비스 1세가 서프랑크의 국왕에 즉위했다.
- 486년: 클로비스가 스바그리우스를 물리치고 서로마 제국의 남은 영토를 참공했다.
- 490년: 바돈 산 전투. 전설에 의하면 아서 왕이 이끄는 브리튼 군이 색슨 족의 침략을 막았다고 전해진다.
- 491년: 클로비스 1세가 독일의 튀링겐 왕국을 물리치고 종속시켰다.
- 493년: 테오도리쿠스 대왕이 오도아케르를 쫓아내고 이탈리아의 군주가 되었다.
- 494년: 프랑크 왕국의 클로비스 1세가 골 북부를 통일하였다.
- 496년: 톨비아크 전투. 클로비스 왕이 알레만니를 종속시키고, 랭스의 교주였던 레미기우스로부터 수많은 프랑크족과 함께 가톨릭교에 귀의하였다.

이밖에도 불교가 미얀마와 인도네시아로 전파되었고, 과테말라 티칼 유적지 (마야 문화)와 이탈리아 라벤나에 네온 세례당이 건설되었다. 또한 고구려가 광개토대왕과 장수왕의 정복 활동으로 최대 전성기에 이르렀으며, 아프리카인과 인도네시아인이 마다가스카르로 이주하였다.

## 년대와 년도
| 390년대 | 390 | 391 | 392 | 393 | 394 | 395 | 396 | 397 | 398 | 399 |
| 400년대 | 400 | 401 | 402 | 403 | 404 | 405 | 406 | 407 | 408 | 409 |
| 410년대 | 410 | 411 | 412 | 413 | 414 | 415 | 416 | 417 | 418 | 419 |
| 420년대 | 420 | 421 | 422 | 423 | 424 | 425 | 426 | 427 | 428 | 429 |
| 430년대 | 430 | 431 | 432 | 433 | 434 | 435 | 436 | 437 | 438 | 439 |
| 440년대 | 440 | 441 | 442 | 443 | 444 | 445 | 446 | 447 | 448 | 449 |
| 450년대 | 450 | 451 | 452 | 453 | 454 | 455 | 456 | 457 | 458 | 459 |
| 460년대 | 460 | 461 | 462 | 463 | 464 | 465 | 466 | 467 | 468 | 469 |
| 470년대 | 470 | 471 | 472 | 473 | 474 | 475 | 476 | 477 | 478 | 479 |
| 480년대 | 480 | 481 | 482 | 483 | 484 | 485 | 486 | 487 | 488 | 489 |
| 490년대 | 490 | 491 | 492 | 493 | 494 | 495 | 496 | 497 | 498 | 499 |
| 500년대 | 500 | 501 | 502 | 503 | 504 | 505 | 506 | 507 | 508 | 509 |